# Staurastrum eboracense
Staurastrum eboracense là một loài Song tinh tảo trong họ Desmidiaceae, thuộc chi Staurastrum.